# Woreczek łzowy
Woreczek łzowy (łac. saccus lacrimalis, sacculus lacrimalis) – część narządu łzowego u ssaków, będąca rozszerzonym początkowym odcinkiem przewodu nosowo-łzowego.
U człowieka  ma długość około 12 mm i szerokość 4–5 mm. Leży w dole woreczka łzowego przyśrodkowej ściany oczodołu, oddzielony od kości przegrodą oczodołową. Sklepienie woreczka łzowego (fornix sacci lacrimalis) tworzy górny, ślepy odcinek. Ku dołowi woreczek łzowy bez wyraźnej granicy przedłuża się w przewód nosowo-łzowy. Wysłany jest nabłonkiem dwuwarstwowym lub wielowarstwowym walcowatym.